# Battaglia di Korsuń
La battaglia di Korsuń (in ucraino Корсунська битва?, Korsuns'ka bytva; in polacco Bitwa pod Korsuniem) fu la seconda grande battaglia della rivolta di Chmel'nyc'kyj. Ebbe luogo il 26 maggio 1648, vicino al sito dell'odierna Korsun'-Ševčenkivs'kyj nell'Ucraina centrale, e vide una forza numericamente superiore combinata di cosacchi zaporoghi e tatari della Crimea, sotto i rispettivi comandi di Bohdan Chmel'nyc'kyj e Tugay Bey, sconfiggere le forze polacco-lituane sotto il comando degli etmani Mikołaj Potocki e Marcin Kalinowski. proprio come nello scontro precedente a Žovti Vody, le forze polacco-lituane, in inferiorità numerica presero una posizione difensiva, si ritirarono e furono messe in fuga dagli avversari.

## Antefatto
Il 16 maggio 1648, Bohdan Chmel'nyc'kyj guidò il suo esercito (composto da almeno 15 000 Tatari e Cosacchi) in una vittoria schiacciante contro le forze polacco-lituane sotto il comando di Stefan Potocki nella battaglia di Žovti Vody. Grande Etmano della Corona e padre di Stefan, non riuscì a mandare rinforzi in favore del figlio, e forse non sarebbero neanche bastati, dato il numero di uomini che cambiavano schieramento, soprattutto dalla parte dei rinforzi stessi per combattere Chmel'nyc'kyj (più di 5000 cosacchi si unirono infatti a lui). Dalla sua posizione fortificata oltre Chyhyryn, a quindici miglia da Žovti Vody, Mikołaj Potocki segnalò una ritirata a nord. Nelle vicinanze di Cherkasy, l'unico superstite della battaglia di Žovti Vody raggiunse Potocki il 19 maggio, portando notizie della disastrosa sconfitta. Due giorni dopo, Potocki riuscì a raggiungere l'odierna Korsun'-Ševčenkivs'kyj, dove decise di attendere l'esercito di Jeremi Wisniowiecki, composto da seimila uomini.
Con le forze combinate di cinquemila uomini gli etmani Marcin Kalinowski e Mikołaj Potocki attesero l'avanzata di Chmel'nyc'kyj, che stava attraversando il fiume Tjasmyn. Quando anche il fiume Ros, su Korsun', fu attraversato, Potocki fece dare alle fiamme Korsun stessa e pose il suo esercito di fronte al suo campo, dove guidò una schermaglia con i Tatari. Successivamente, i Cosacchi iniziarono a scavare una diga del fiume a Stebliv. Durante un consiglio di guerra, data la superiorità numerica del nemica, Potocki decise di ritirarsi il giorno successivo sulla strada di Bohuslav in una formazione a recinto.

## La battaglia
La ritirata cominciò all'alba, e i Cosacchi e Tatari permisero alle forze di Potocki di procedere fino a che non raggiunsero Horochova Dibrova, a circa un miglio e mezzo di distanza da Korsun', a mezzogiorno. Fu allora che Chmel'nyc'kyj ordinò al Colonnello Maksym Kryvonis di preparare un'imboscata in questa "valle paludosa tra due precipizi", tra trincee e una strada barricata. E quando le forze polacco-lituane entrarono nella valle impenetrabile, i Cosacchi li circondarono da entrambi i lati e li sterminarono rapidamente. Riuscirono a scampare solo tra i mille e i millecinquecento uomini sotto il colonnello Korycki, mentre entrambi gli etmani furono presi come prigionieri di guerra e il resto dell'esercito fu preso prigioniero o ucciso.

## Conseguenze
Poiché la confederazione polacco-lituana era rimasta priva di un comandante militare, Chmel'nyc'kyj continuò la sua rivolta, dirigendo le sue forze verso Bila Cerkva.